# Płetwal czerniakowy
Płetwal czerniakowy, sejwal (Balaenoptera borealis) – gatunek ssaka morskiego z rodziny płetwalowatych (Balaenopteridae).

## Taksonomia
Gatunek po raz pierwszy zgodnie z zasadami nazewnictwa binominalnego opisał w 1822 roku szwedzko-niemiecki przyrodnik Carl Asmund Rudolphi nadając mu nazwę Balæna rostrata lecz nazwa ta była zajęta przez Balæna rostrata Müller, 1776 (obecnie Hyperoodon ampullatus). Następną dostępną nazwą była Balænoptera borealis którą utworzył w 1828 roku francuski zoolog René Lesson. Holotyp pochodził z wybrzeża Zatoki Lubeckiej w pobliżu Grömitz, w kraju związkowym Szlezwik-Holsztyn, w Niemczech (54°09′N 10°57′E/54,150000 10,950000). Holotypem był szkielet znajdujący się w Muzeum Historii Naturalnej w Berlinie który został zniszczony podczas II wojny światowej. Podgatunek schlegelii po raz pierwszy zgodnie z zasadami nazewnictwa binominalnego opisał w 1865 roku angielski zoolog William Henry Flower nadając mu nazwę Sibbaldius schlegelii (chociaż pierwszy nazwy tej użył angielski zoolog John Edward Gray w 1864, lecz nie przedstawił diagnozy przez co została oznaczona jako nomen nudum). Okaz typowy pochodził z Jawy, w Indonezji. Typem był szkielet z Muzeum Historii Naturalnej w Lejdzie (numer katalogowy RMNH 31166) zebrany w 1864 roku.
Genetyczne i morfologiczne wsparcie dla uznania południowego podgatunku B. borealis jest stosunkowo słabe. Niemniej jednak zapisy z połowów wielorybów sugerują wyraźną różnicę wielkości na półkuli południowej i północnej, przy czym osobniki z rejonu Antarktyki są zwykle większe niż te z północnej części Oceanu Atlantyckiego. Autorzy Illustrated Checklist of the Mammals of the World rozpoznają dwa podgatunki.

### Etymologia
- Balaenoptera: rodzaj Balaena Linnaeus, 1758 (wal); gr. πτερον pteron „płetwa”[26].
- borealis: łac. borealis „północny”, od boreas „północny wiatr, północ”, od gr. βορεας boreas „północny wiatr, północ”[27].
- schlegelii: Hermann Schlegel (1804–1884), niemiecki zoolog który przyjął obywatelstwo holenderskie w 1853 roku, pierwszy autor który zastosował nazewnictwo trinominalne na oznaczenie podgatunków[28].

### Nazewnictwo zwyczajowe
W polskiej literaturze zoologicznej gatunek Balaenoptera borealis był oznaczany nazwą „sejwal”. W wydanej w 2015 roku przez Muzeum i Instytut Zoologii Polskiej Akademii Nauk publikacji „Polskie nazewnictwo ssaków świata” aby uniknąć wrażenia że takson ten należy do innego rodzaju, gatunkowi nadano nazwę „płetwal czerniakowy”, jako przynależnego do rodzaju płetwal (Balaenoptera).

## Zasięg występowania
Płetwal czerniakowy występuje we wszystkich oceanach świata zamieszkując w zależności od podgatunku:
- B. borealis borealis – oceany półkuli północnej.
- B. borealis schlegelii – oceany półkuli południowej.

## Morfologia
Długość ciała 1700–2000 cm; masa ciała 22000–38000 kg. Szacuje się, że całkowita długość i masa ciała to 2000 cm i 38000 kg w wodach Antarktyki, 1800 cm i 28000 kg w północnym Oceanie Spokojnym oraz 1700 cm i 22000 kg w północnym Oceanie Atlantyckim. Występuje dymorfizm płciowy – dorosłe samice płetwale czerniakowego są nieco większe niż samce. Większe od tego walenia są tylko płetwal błękitny i płetwal zwyczajny. Noworodki osiągają długość ciała około 450 cm przy ciężarze około 780 kg. Ubarwienie ciemnobłękitnoszare.

## Ekologia
Zwierzęta te są rzadko obserwowane, gdyż zwykle trzymają się otwartego oceanu. Wędrują zazwyczaj w małych grupach od dwóch do sześciu osobników, choć na żerowiskach znajduje się często większe stada.
Zasiedla większąść oceanów od strefy tropikalnej do subtropikalnej, preferuje umiarkowane wody pelagiczne.
Żywią się widłonogami, obunogami, szczętkami, małymi rybami, głowonogami.
Dojrzałość płciową samice osiągają przy długości ciała 1310–1340 cm, natomiast samce przy długości ciała 1200–1270 cm.
Samice sejwala rodzą młode co 2 lata. Ciąża trwa około roku. Cielę rodzi się ogonem do przodu. Przez ponad 5 miesięcy jest karmiony mlekiem o bardzo dużej zawartości tłuszczu. Mleko jest wytwarzane w płaskich gruczołach mlecznych, ukrytych w skórnej kieszeni i wstrzykiwane pod ciśnieniem prosto do gardła młodego sejwala. Dzięki temu prawie nie miesza się ono z wodą morską, ponadto jego straty są minimalne, mimo że przekształcony pysk młodego, niezbyt nadający się od ssania, pozostaje nie zamknięty. Dojrzałość płciową sejwale uzyskują w 8-9 roku życia.

## Status zagrożenia i ochrona
W Czerwonej księdze gatunków zagrożonych Międzynarodowej Unii Ochrony Przyrody i Jej Zasobów został zaliczony do kategorii EN (ang. endangered „zagrożony”). Sejwale wzbudziły zainteresowanie wielorybników w latach 60. i 70. XX w, w wyniku czego ich populacja została znacznie przetrzebiona. W oceanach żyje około 55 tys. osobników.